# 全国“百强报刊”
全国“百强报刊”是中华人民共和国国家新闻出版广电总局新闻报刊司评选的中国大陆知名报纸和期刊推荐名单。分别于2013年、2015年、2017年各自评选一次。